# Mindre kronsångare
Mindre kronsångare (Phylloscopus reguloides) är en asiatisk fågel i familjen lövsångare inom ordningen tättingar. Den förekommer i bergsskogar i Asien. Beståndet anses vara livskraftigt.

## Utseende och läte
Mindre kronsångare är en medelstor (10,5-12 cm), vältecknad lövsångare med centralt hjässband, gulaktig undersida och breda vingband med mörk vingpanel tvärs över större täckarna. Huvudteckningen är jämfört med liknande västlig kronsångare mer pregnant med gult ögonbrynsstreck och centralt hjässband kontrasterande med svarta hjässidor. Ovansidan är även mörkare och tydligare grön. Lätet är ett konstant upprepat "kee-kew-i".

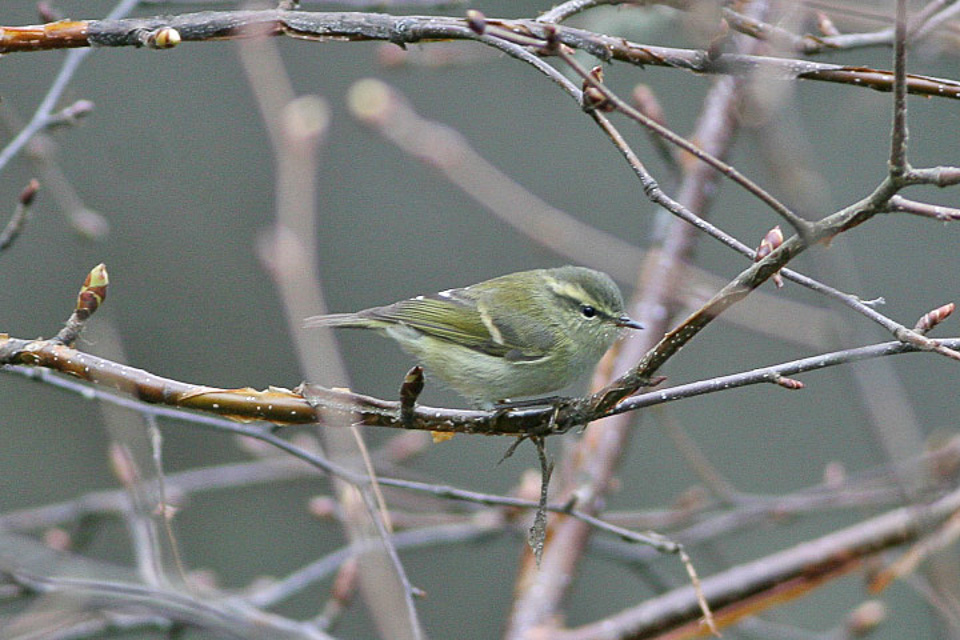

## Utbredning och systematik
Mindre kronsångare förekommer i bergstrakter i Asien. Den delas in i tre underarter med följande utbredning:
- Phylloscopus reguloides reguloides – förekommer från Himalaya i norra Indien till Nepal, södra Tibet och södra Kina (sydvästra Sichuan)
- Phylloscopus reguloides assamensis – förekommer från nordöstra Indien (Assam) till norra Myanmar och sydvästra Kina (nordvästra Yunnan)
- Phylloscopus reguloides ticehursti – förekommer i södra Vietnam (Đà Lạt)

DNA-studier visar att arten är nära släkt med västlig kronsångare (P. occipitalis). Fram tills nyligen behandlades både huanghesångare (P. claudiae) och wuyisångare (P. goodsoni) som underarter.

### Släktestillhörighet
DNA-studier visar att släktet Phylloscopus är parafyletiskt gentemot Seicercus. Dels är ett stort antal Phylloscopus-arter närmare släkt med Seicercus-arterna än med andra Phylloscopus (bland annat mindre kronsångare), dels är inte heller arterna i Seicercus varandras närmaste släktingar. Olika taxonomiska auktoriteter har löst detta på olika sätt. De flesta expanderar numera Phylloscopus till att omfatta hela familjen lövsångare, vilket är den hållning som följs här. Andra flyttar bland andra mindre kronsångare till ett expanderat Seicercus.

### Familjetillhörighet
Lövsångarna behandlades tidigare som en del av den stora familjen sångare (Sylviidae). Genetiska studier har dock visat att sångarna inte är varandras närmaste släktingar. Istället är de en del av en klad som även omfattar timalior, lärkor, bulbyler, stjärtmesar och svalor. Idag delas därför Sylviidae upp i ett antal familjer, däribland Phylloscopidae. Lövsångarnas närmaste släktingar är familjerna cettior (Cettiidae), stjärtmesar (Aegithalidae) samt den nyligen urskilda afrikanska familjen hylior (Hyliidae).

## Levnadssätt
Mindre kronsångare häckar i rhododendron- och ekskogar på mellan 1500 och 2550 meters höjd. Fågeln lever av små leddjur och larver som den söker efter både högt i höga träd och lågt i buskar, men även små bär under hösten. Den häckar mellan februari och augusti.

## Status och hot
Arten har ett stort utbredningsområde och stabil populationsutveckling. Utifrån dessa kriterier kategoriserar IUCN arten som livskraftig (LC).